# Phoxinellus pseudalepidotus
Phoxinellus pseudalepidotus és una espècie de peix cipriniforme de la família dels ciprínids.

## Morfologia
Els mascles poden assolir els 10,3 cm de longitud total.

## Distribució geogràfica
Es troba a Bòsnia i Hercegovina.